# المدمرة تايب 45
المدمرة تايب 45 وتسمى أيضا (المدمرة فئة دارلنغ) أو (المدمرة فئة دي) وهي سلسلة مكونة من 6 مدمرات مخصصه بشكل رئيسي لمهام الدفاع الجوي. حلت المدمرات الجديدة التابعة للبحرية الملكية البريطانية من نوع تايب 45 المدمرات القديمة من نوع تايب 42 التي كانت في الخدمة منذ عام 1978 حيث تم التعاقد على شراء ستة مدمرات من نوع تايب 45 .
كان الحاجة هي 12 سفينة من هذه الفئة ولكن في يوليو 2004 ، أعلنت وزارة الدفاع البريطانية أن هذا سيتم خفضه إلى ثماني سفن تم تخفيض هذا أيضا في يونيو 2008 إلى الستة المتعاقد سابقا عليها ودخلت المدمرات الخدمة بحلول عام 2013.

أَبُرِم عقد تطوير هندسي شامل وإنتاج أولي (FSED / IP) مع شركة BAE Systems Marine كمقاول رئيسي للمشروع.

تم تجميع جميع السفن وإطلاقها في حوض بناء السفن سكوتون التابع لشركة BAE.

قامت VT لبناء السفن في بورتسموث ببناء أقسام القوس والصواري والممرات لجميع السفن الست.

## التطوير
شكلت BAE Systems و VT Shipbuilding مشروع شراكة سمي ب BVT Surface Fleet لتصميم وتصنيع ودعم السفن الحربية السطحية في المملكة المتحدة في يوليو 2008.

في يناير 2009 أعلنت VT Group عن نيتها لبيع حصتها في المشروع المشترك BVT Surface Fleet إلى شركة BAE Systems بعد موافقة وزارة الدفاع البريطانية.

في أكتوبر 2009 ، استحوذت BAE Systems على حصة VT Group البالغة 45٪ وأعادت تسمية الكيان ب BAE Systems Surface Ships.

بدأ إنتاج السفينة (HMS Daring (D32 وهي السفينة الأولى من هذه الفئة في مارس 2003 وتم إطلاقها في 1 فبراير 2006 في سكوتستون.
وقد بدأت المرحلة الأولى من تجارب البحر في يوليو 2007 ، وانتهت في أغسطس 2007.

وبدأت التجارب البحرية في المرحلة الثانية لمدة خمسة أسابيع في أبريل 2008 ، مع التركيز على أنظمة الأسلحة والرادار وتجارب التحمل.

أكملت السفينة تجارب الشركة المصنعة في سبتمبر 2008.

تم تسليم السفينة (HMS Daring (D32 رسميًا إلى وزارة الدفاع البريطانية في ديسمبر 2008 ووصلت السفينة إلى ميناء بورتسموث الرئيسي في يناير 2009 لإجراء المزيد من التجارب قبل دخولها الخدمة في يوليو 2009.

بدأ بناء السفينة الثانية (HMS Dauntless (D33 في أغسطس 2004 وتم إطلاقها في 23 يناير 2007. بدأت السفينة التجارب البحرية في نوفمبر 2008 وتم تشغيلها في يونيو 2010. دخلت السفينة الخدمة مع البحرية الملكية في نوفمبر 2010.

تم قطع الفولاذ الأول للسفينة الثالثة (HMS Diamond (D34 في فبراير 2005. تم إطلاقها في نوفمبر 2007 وتم تشغيلها في مايو 2011.
تم البدء ببناء السفينة الرابعة (HMS Dragon (D35 في ديسمبر 2005 وانطلقت في نوفمبر 2008 وبعد خضوعها لتجارب بحرية واسعة في نهر كلايد وصلت HMS Dragon إلى قاعدة بورتسموث البحرية وتم تسليمها رسميًا إلى وزارة الدفاع البريطانية في أغسطس 2011 وتم دخولها الخدمة في البحرية الملكية في أبريل 2012.

تم البدء ببناء السفينة الخامسة (HMS Defender (D36 في يوليو 2006 وتم إطلاقها في أكتوبر 2009 وتم تشغيلها في مارس 2013.

تم البدء ببناء السفينة السادسة (HMS Duncan (D37 في يناير 2007 وتم إطلاقها في أكتوبر 2010. وتم تشغيل السفينة في الخدمة في سبتمبر 2013.

انسحبت المملكة المتحدة من المشاركة في Project Horizon لإنتاج الفرقاطات المشترك الثلاثي الجنسيات (CNGF) والذي ضم المملكة المتحدة وفرنسا وإيطاليا ، وتم إنهاء المشروع في أكتوبر 1999.

استفاد برنامج لمدمرة تايب 45 من العمل المنجز في Project Horizon ، على سبيل المثال، نظام أسلحة نظام الصواريخ المضادة للطائرات الرئيسي (PAAMS) وبعض البنية الداخلية للسفينة.

في مارس 2018 ، منحت وزارة الدفاع البريطانية عقدًا بقيمة 160 مليون جنيه استرليني (226.5 مليون دولار أمريكي) لشركة BAE Systems لنظام الطاقة والدفع لمدمرات تايب 45 كجزء من مشروع تحسين الطاقة (PIP).

اختارت شركة BAE Systems Marine شركة General Electeric لتوفير الحلول الكهربائية البحرية كجزء من PIP.

سيتم استبدال مولدات ديزل بوحدات أكبر.

## التصميم والمواصفات
المدمرة لمدمرة تايب 45 يبلغ طولها 152 مترًا ، وشعاع 21.2 مترًا وغاطس 7.4 مترًا وقادرة على استيعاب 235 شخصًا.

تبلغ ازاحة السفينة حوالي 8000 طن. وتصل السرعة القصوى المصممة للسفينة إلى أكثر من 30 عقدة، في حين يبلغ المدى أكثر من 7000 ميل بحري.

## المهام
تتمثل المهمة الرئيسية في المدمرة تايب 45 في مهام الدفاع الجوي حيث تقوم بتزويد الأسطول المحلي برادار بعيد المدى وقدرة دفاعية واسعة النطاق.

تمتلك أنظمة القتال في السفينة أيضًا القدرة على التحكم في الطائرات وتنسيق عمليات الدفاع الجوي لقوة العمل.

المدمرة تايب 45 مجهزة بأنظمة أسلحة بعيدة المدى لاعتراض التهديدات الجوية، بما في ذلك صواريخ المناورة فائقة السرعة مع أوضاع إعادة الهجوم.

يدافع النظام الرئيسي المضاد للطائرات PAAMS البريطاني عن السفن من الصواريخ التي تقترب بشكل فردي أو بشكل رشقات وهي قادرة على التحكم في عدد كبير من الصواريخ المحمولة جواً في وقت واحد.

يمكن أن تستوعب المدمرة تايب 45 أيضًا صواريخ كروز مثل توماهوك والصواريخ المضادة للصواريخ الباليستية إذا تم تحديد متطلبات في المستقبل.

يمكن أن تشغل المدمرة تايب 45 طائرة هليكوبتر تصل إلى حجم طائرة هليكوبتر تابعة للبحرية الملكية من نوع مرلين ولكنها تعمل في البداية بطائرات هليكوبتر لينكس مسلحة بطوربيدات Sting Ray.

## نظام القيادة والسيطرة
قامت شركة BAE Systems Insyte بتزويد نظام إدارة القتال (CMS) ونظام نقل بيانات إيثرنت السريع للمدمرات.

يدمج نظام إدارة القتال في المدمرة تايب 45 النظام الرئيسي المضاد للطائرات PAAMS ويتحكم في جميع أجهزة الاستشعار والأسلحة.

قادت شركة Thales Communications الفريق بما في ذلك Selex Communications التي وفرت نظام اتصالات متكامل (FICS).

تم منح Astrium (مشروع مشترك بين EADS و BAE Systems) عقدًا لتوفير أنظمة اتصالات الأقمار الصناعية SCOT 3.

قامت شركة رايثيون بتزويد نظام الملاحة المتكامل، والذي يتضمن عرض المخططات الإلكترونية وأنظمة المعلومات (ECDIS) ، والأنظمة الفرعية للملاحة بالقصور الذاتي وأجهزة الاستشعار، بما في ذلك رادارات الملاحة Raytheon Pathfinder.

كان Raytheon Marine of Kiel هو المقاول من الباطن الرئيسي. كما زودت RSL أنظمة صديق التعريف أو العدو (IFF).

قدمت شركة نورثروب غرومان للأنظمة البحرية مع Rockwell Automation نظام إدارة النظام الأساسي.

قدمت BAE Systems Insyte نظام METOC (الأرصاد الجوية والأوقيانوغرافية).

## النظام الرئيسي المضاد للطائرات PAAMS

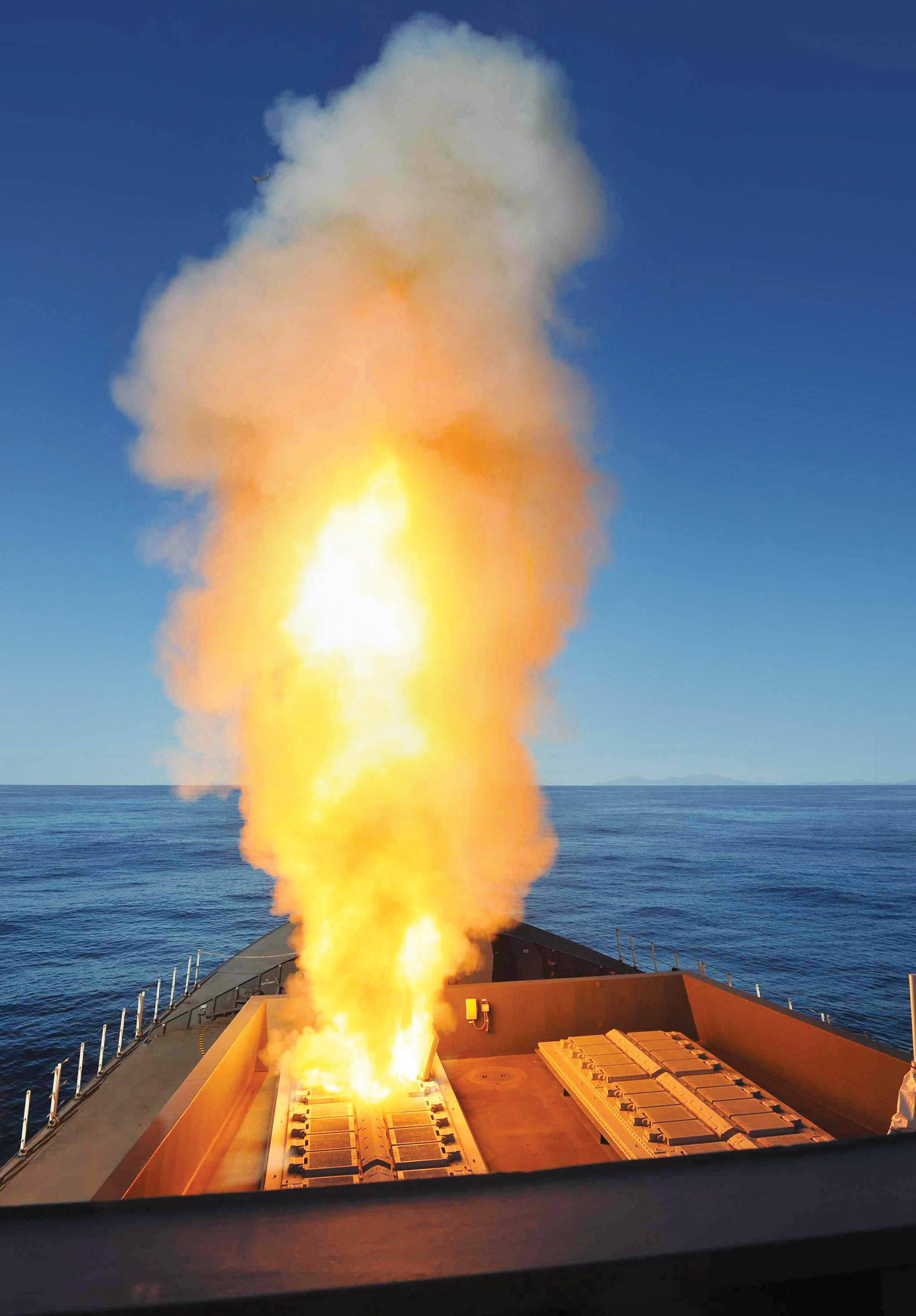
المدمرة HMS Diamond تطلق صواريخ أستر للمرة الأولى

نظام السلاح الأساسي لمدمرة تايب 45 هو نظام الصواريخ الرئيسي المضادة للطائرات (PAAMS).

PAAMS هو برنامج ثلاثي القومية يشمل فرنسا وإيطاليا والمملكة المتحدة.

تم وضع عقد الإنتاج التسلسلي في نوفمبر 2003.
المقاول الرئيسي هو شركة Europaams SAS ، وهي شركة مشتركة تمتلك شركة Eurosam و إم بي دي إيه وتاليس ) ثلثي شركة UKAMS التابعة لشركة إم بي دي إيه.

الصواريخ المستخدمة من أجل PAAMS هي أستر 15 و أستر 30.

تحمل المدمرة تايب 45 ما يصل إلى 48 صاروخ أستر 15 و أستر 30.

يحمل صاروخ أستر جهاز توجيه بالقصور الذاتي مع وصلة تبادل البيانات، وباحث راداري نشط ورأس حربي بزنة 15 كغم.

سرعة أستر 30 هي 4 ماخ ( الماخ الواحد يعادل سرعة الصوت ) والمدى أكثر من 80 كم.

يمتلك الصاروخ القدرة على المناورة حتى 62 G ( ال G الواحد يعادل جاذبية الارض ) ويتم تحقيقه من خلال استخدام نظام التوجيه EADS Aerospatiale PIF / PAF.

تتميز أستر 15 بسرعة 3 ماخ وبمدى أكثر من 30 كم وقدرة على المناورة تصل إلى 50 G.

يستخدم PAAMS منصة اطلاق عمودية نوع DCN Sylver A50 مكونة من ثماني خلايا.

المدمرة تايب 45 لديها 6 منصات اطلاق DCN Sylver A50.

تم تزويد نظام القيادة والتحكم من قبل UKAMS على الرغم من أن Thales Airsys قام ببناء بعض العناصر الأساسية.

## أنظمة المدفعية

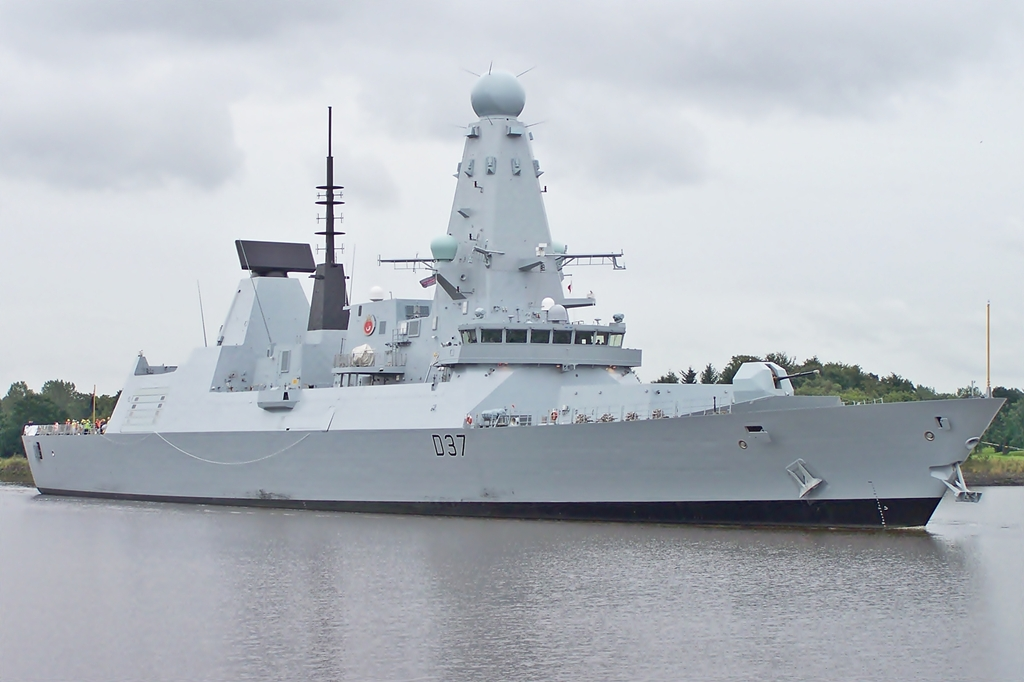
المدمرة HMS Duncan وهي الأخيرة في الفئة أثناء تجارب الابحار في عام 2012

تم تجهيز السفن بنظام مدافع متوسط عيار 114 ملم نوع MK8 mod 1 لقصف الشاطئ ومدفعين 30 ملم.

هناك امكانية لتركيب نظامين أسلحة القتال القريب مثل نظام فالانكس من رايثيون.

دخلت شركة BAE Systems في شراكة مع Radamec Defense Systems (التي أصبحت الآن جزءًا من Ultra Electronics) لتوفير نظام التحكم في إطلاق النار الكتروضوئي (EOGCS).

## المستشعرات
يتم توفير البحث على نطاق واسع، بعيد المدى بواسطة رادار BAE Systems Insyte / Thales S1850M الذي يعمل في النطاق D ، وهو نسخة محسنة من SMART-L Thales Nederland.

قامت شركة Raytheon Systems بتزويد نظام IFF.

تم اختيار Ultra Electronics (مع شركة EDO في الولايات المتحدة الأمريكية) لتوفير نظام الدفاع عن الطوربيدات (SSTD) والذي تضمن سونار متوسط التردد MFS-7000 المركب على القوس وهو تطوير للسونار الذي قدمته EDO إلى البحرية البرازيلية.

يوفر النظام تحذيرًا تلقائيًا من هجوم طوربيدات ونصائح تكتيكية بشأن مناورات السفن ونشر الشراك الخداعية لهزيمة التهديدات المعادية.

## قدرات حمل المروحيات

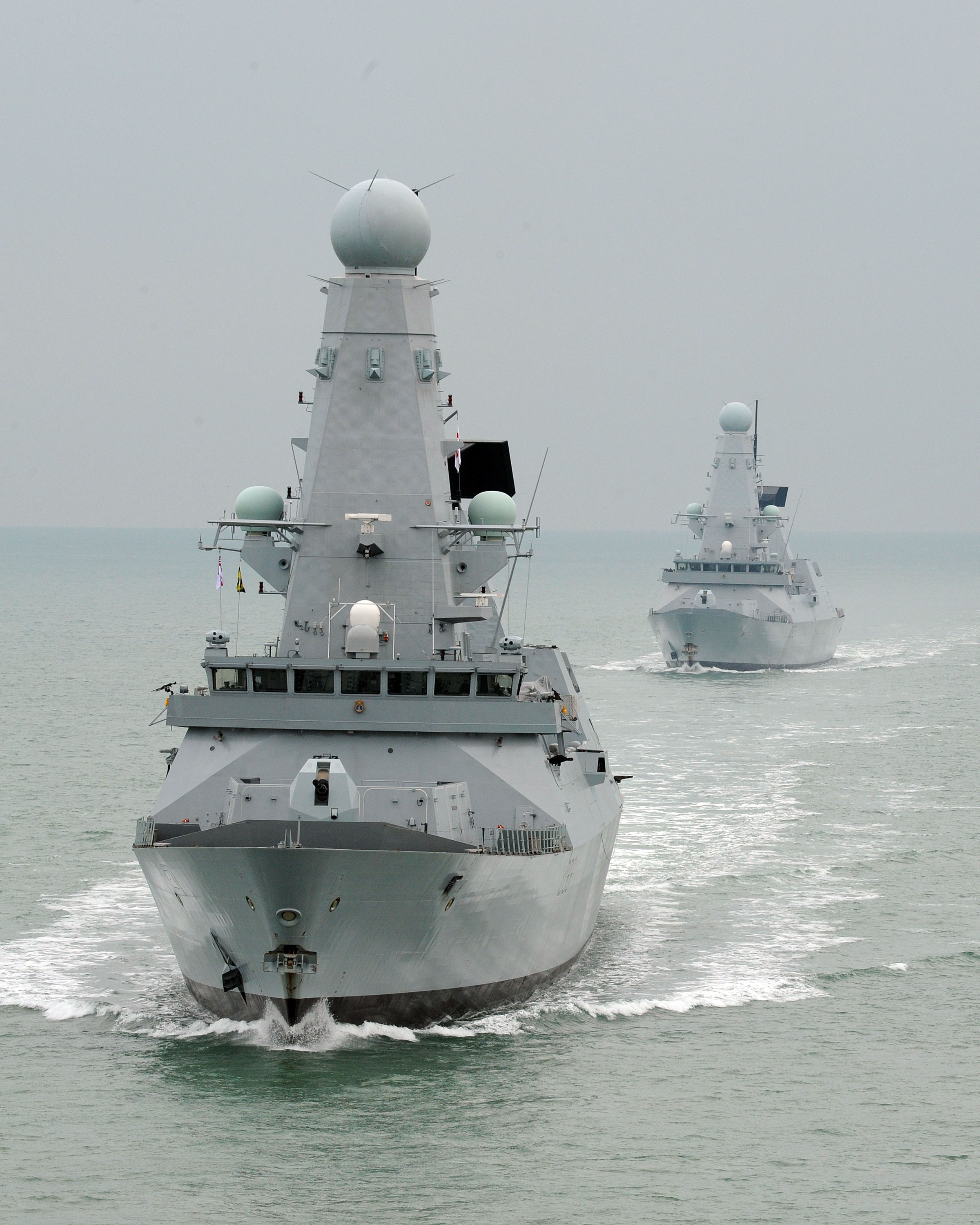
المدمرة HMS Dauntless في الامام عام 2010

المدمرة تايب 45 لديها سطح طيران وحظيرة لدعم عمليات طائرة هليكوبتر واحدة. يمكن أن يستوعب سطح الطائرة إما طائرة هليكوبتر لينكس أو مرلين مسلحة بصواريخ مضادة للسفن وطوربيدات مضادة للغواصات.

## الاجراءات المضادة
قدم Thales Sensors (المعروف سابقًا باسم Racal Defense) نظام تدابير الدعم الإلكتروني (RESM) للنطاق الراداري.

تم تطوير RESM من Racal Outfit UAT ولكن مع معالجة الإشارات الجديدة وتقنية تحديد الباعث.

تمتلك السفن نظام Outfit DLH والذي يشمل شرك Siren ، وهو شرك مشع ضد الصواريخ الموجهة بالرادار من بي إيه إي سيستمز.

المدمرة مزودة بنظام Shaman لتدابير الدعم الإلكتروني (CESM).

تم تطوير أنظمة Shaman ذات البنية المفتوحة من قبل (BAE Systems C4ISR Networked Systems & Solutions (NS&S للسفن البحرية الملكية.

## المحركات والدفع
يتم تشغيل المدمرة تايب 45 بمحركين توربينيين بالغاز للدورة المتقدمة نوع WR-21 مع مبادلات حرارية ومبرد داخلي (ICR) ، مما يوفر مساحة كبيرة ووقودًا.
يستعيد جهاز الاسترداد الطاقة من غازات العادم لزيادة كفاءة الوقود. يوفر كل محرك 25 ميغاوات.
تم بناء المحركات من قبل فريق بقيادة Rolls-Royce و نورثورب غرومان.

قدمت Alsthom Power Conversion عناصر أخرى لنظام الطاقة والدفع، بما في ذلك محركات الدفع الكهربائية.